# 소새포
소새포는 전라남도 신안군 흑산면 세포마을에 있는 해역이다.

## 해양지명
- 제정 해양지명 : 소새포[1]
- 대표위치(WGS-84) : 34°40´13.1"N, 125°26´31.2"E
- 범위 : 전남 신안군 흑산면 세포마을 34°40‘12.6”N, 125°26‘38.7”E과 34°40‘00.5”N, 125°26‘35.2”E를 연결한 해역